# Список потерь Ми-8 и его модификаций (1997 год)
Список потерянных Ми-8 всех модификаций (включая Ми-9, -14, -17, -18, -19, -171 и -172) составлен по данным из открытых источников и учитывает только авиационные происшествия или воздействие внешних сил, приведшие к утрате вертолёта или его списанию вследствие полученных повреждений.
Список не полный и не окончательный.

## Список аварий и катастроф
| № п/п | Дата      | Модификация / Бортовой номер | Место                                              | Жертвы / На борту | Краткое описание |
| ----- | --------- | ---------------------------- | -------------------------------------------------- | ----------------- | --- |
| 1     | 13 янв.   | Ми-8Т RA-22759               | Республика Коми, в районе горы Пеленёр             | 1/10              | Ошибка экипажа. При полёте в гористой местности в условиях недостаточной видимости (низкая облачность) вертолёт столкнулся с заснеженной поверхностью горы на высоте 930 м. Машина разрушилась, погиб один из пассажиров. |
| 2     | 26 марта  | Ми-8МТВ-1 RA-25171           | Корякский АО, 5 км севернее Уки                    | 2/5               | При полёте в сложных метеоусловиях экипаж потерял пространственную ориентацию. Снизившись при попытке увидеть наземные ориентиры вертолёт столкнулся с землёй, разрушился и сгорел. Командир вертолёта и один из пассажиров погибли, остальные из находившихся на борту получили травмы различной степени тяжести. |
| 3     | 3 апр.    | Ми-8Т RA-24555               | Пермская область, 3,5 км северо-восточнее Очёра    | 5/5               | Через 5 минут после взлёта в условиях недостаточной видимости вертолёт столкнулся с мачтой радиопередающей станции (высота 253 м) и, разрушившись, упал на землю. |
| 4     | 7 мая     | Ми-8МТВ-1 RA-25509           | Хабаровский край, район имени Лазо, 3 км от Катэна | 2/5               | При перевозке груза на внешней подвеске экипаж допустил ряд грубых ошибок, следствием которых стало выключение двигателей в полёте из-за выработки топлива в расходном баке (при этом топливо было в подвесных баках). При аварийной посадке не удалось сразу сбросить не правильно застропленный груз, что крайне усугубило ситуацию. Вертолёт упал в лес, погибли бортмеханик и проверяющий — командир авиационной эскадрильи. |
| 5     | 23 мая    | Ми-8МТВ-1 RA-27151           | ЯНАО, 74 км от Ноябрьска                           | 0/4               | При взлёте с неправильно застропленным грузом (профиль квадратного сечения длиной 15,26 м) на внешней подвеске произошло смещение груза, в результате чего он оказался в вертикальном положении. Бортмеханик, заметивший это, скомандовал остановку взлёта. КВС, не зная истинного положения груза, перевёл вертолёт на снижение. Вертикально расположенный профиль, упёршись одним концом в землю, прошёл через люк внешней подвески вертолёта, пробил потолочную панель, отсек главного редуктора и вышел в плоскость вращения осевых шарниров втулки несущего винта. В результате произошло разрушение механизмов несущего винта, машина завалилась на бок и разрушилась. Все находящиеся на борту получили травмы различной степени тяжести. |
| 6     | (?) сент. | Ми-8 н.д.                    | 40 км от Атырау                                    | 0/н.д.            | После вынужденной посадки вертолёт сгорел. Подробности отсутствуют. |
| 7     | 7 сент.   | Ми-8Т RA-22749               | Хабаровский край, близ села имени Полины Осипенко  | 0/3               | При заходе на посадку произошло выключение двигателей из-за отсутствия топлива в расходном баке, вертолёт совершил грубую посадку в 5 км от посадочной площадки. Комиссия установила, что после аварии членами экипажа была предпринята попытка фальсифицировать показания бортовых самописцев и записи в бортовом журнале. А также выявила наличие топлива в подвесных баках. При расследовании были выявлены многочисленные нарушения правил и организации полётов как со стороны экипажа, так и со стороны руководства авиакомпании «Восток». Так же было отмечено, что ранее в этом же году, 7 мая, у этой авиакомпании произошла катастрофа с вертолётом Ми-8 по причине остановки двигателей из-за выработки топлива в расходном баке.     |
| 8     | 19 сент.  | Ми-8МТВ-1 RA-25810           | 30 км севернее Барнаула                            | 2/3               | Ошибка экипажа в технике пилотирования. |
| 9     | 2 окт.    | Ми-8Т 4К-24017               | Каспийское море, 91 км от Баку                     | 20/21             | При заходе на посадку на вертолётную площадку нефтяной платформы из-за сочетания воздействия ветра на машину и пилотирования (данная ситуация не была описана в РЛЭ вертолёта) упал в море и затонул. |
| 10    | 20 нояб.  | Ми-8Т RA-22797               | Чёрное море, близ Сочи                             | 5/12              | При выполнении спасательных работ на море в ночное время экипаж потерял пространственную ориентация из-за ослепления от берегового прожектора. Вертолёт столкнулся с поверхностью моря, разрушился и затонул. Погиб один из членов экипажа и 4 спасателя. |
| 11    | 11 дек.   | Ми-8Т RA-24247               | аэропорт Нарьян-Мара                               | 8+0/11            | Приземлившийся Ан-12 столкнулся на ВПП с севшим ранее и не успевшим покинуть полосу Ми-8. Во время столкновения правой плоскостью крыла самолёта разрубило вертолёт на две части, что позволило выжить членам экипажа Ми-8, получившим травмы различной степени тяжести. Но при этом погибли все пассажиры. Столкновение произошло по вине экипажа Ан-12, фактически выполнявшего незаконный полёт, и руководства полётами аэропорта Нарьян-Мар. |